# Ciosa, Bistrița-Năsăud
Ciosa (maghiară Csószahegy) este un sat în comuna Tiha Bârgăului din județul Bistrița-Năsăud, Transilvania, România. La recensământul din 2002 avea o populație de 238 locuitori.